# Кулов, Евгений Владимирович
Евгений Владимирович Кулов (16 июля 1929, Москва, РСФСР — 7 октября 1996, там же) — советский государственный деятель, председатель Государственного комитета СССР по надзору за безопасным ведением работ в атомной промышленности (1983—1986).

## Биография
В 1953 г. окончил Московский механический институт (с 2009 года — Национальный исследовательский ядерный университет «МИФИ»).
Член КПСС с 1960 г.
- 1953—1968 гг. работал на объекте № 5 Сибирского химического комбината Министерства среднего машиностроения: инженером, заместителем начальника цеха, начальником цеха, заместителем главного инженера, главным инженером объекта.
- 1968—1972 гг. — заместитель главного инженера Сибирского химического комбината Министерства среднего машиностроения.
- 1972—1977 гг. — заместитель начальника 16-го главного управления Министерства среднего машиностроения.
- 1977—1979 гг. — главный инженер — заместитель начальника 16-го главного управления Министерства среднего машиностроения.
- 1979—1982 гг. — начальник 16-го главного управления Министерства среднего машиностроения.
- 1982—1983 гг. — заместитель Министра среднего машиностроения СССР,

одновременно в 1979—1983 гг. — член коллегии Министерства среднего машиностроения СССР.
- 1983—1986 гг. — председатель Государственного комитета СССР по надзору за безопасным ведением работ в атомной промышленности.

Скончался в Москве 7 октября 1996 года. Похоронен на Кузьминском кладбище.

## Награды
- Орден Ленина;
- Орден Октябрьской Революции;
- Орден Трудового Красного Знамени;
- Орден «Знак Почёта»;
- Ленинская премия (1962);
- Государственная премия СССР (1976).